# IV Premis Días de Cine
Els IV Premis Días de Cine foren atorgats pel programa de televisió Días de cine el 16 de gener de 2017. Els premis no tenen assignació econòmica, però no descarten «tenir-la en un futur». A més dels premis a la millor pel·lícula, millor actor i millor actriu espanyol i estranger, millor documental, el premi Somos Cine i el premi del públic, es van afegir el premi "Ha Nacido una Estrella" per actors revelació i un premi especial per a pel·lícules rodades amb alguna dificultat. Endemés, s'ha entregat un premi especial en ocasió del 25è Aniversari del programa Días de cine. L'entrega es va fer a la Cineteca del Matadero Madrid presidida per Elena Sánchez Sánchez, presentadora del programa.

## Premiats
| Categoria                    | Premiat                  | Labor premiada             |
| ---------------------------- | ------------------------ | -------------------------- |
| Millor documental            | Fuocoammare              | Gianfranco Rosi            |
| Millor pel·lícula espanyola  | Tarde para la ira        | Raúl Arévalo               |
| Millor pel·lícula estrangera | Saul fia                 | László Nemes               |
| Millor actriu espanyola      | Emma Suárez              | La propera pell            |
| Millor actriu estrangera     | Isabelle Huppert         | L'avenir                   |
| Millor actor espanyol        | Eduard Fernández         | El hombre de las mil caras |
| Millor actor estranger       | Oscar Martínez           | El ciudadano ilustre       |
| Premi Ha Nacido una Estrella | Ruth Díaz Muriedas       | Tarde para la ira          |
| Premi Somos Cine             | La memoria del agua      | Matías Bize                |
| Premi del Públic             | Un monstre em ve a veure | Juan Antonio Bayona        |
| Premi 25 Anys Días de Cine   | La caza                  | Carlos Saura               |
| Premi especial               | Transeúntes              | Luis Aller                 |
| Premi especial               | Dead Slow Ahead          | Mauro Herce                |